# Dominów (powiat lubelski)
Dominów – wieś w Polsce położona w województwie lubelskim, w powiecie lubelskim, w gminie Głusk.
Od 1 stycznia 2015 siedziba władz gminy Głusk.
Wieś stanowi sołectwo gminy Głusk. Według Narodowego Spisu Powszechnego z roku 2011 wieś liczyła 865 mieszkańców.
Wieś szlachecka położona była w drugiej połowie XVI wieku w powiecie lubelskim województwa lubelskiego. W latach 1975–1998 miejscowość należała administracyjnie do województwa lubelskiego.
W lutym 1943 żandarmeria niemiecka dokonała pacyfikacji wsi. 6 osób rozstrzelała a 18 aresztowała i wywiozła do więzienia w Chełmie.
1 stycznia 1989 północną część wsi (146,87 ha) włączono do Lublina.

## Części wsi
| SIMC    | Nazwa           | Rodzaj    |
| ------- | --------------- | --------- |
| 0381019 | Kolonia Dominów | część wsi |

W Dominowie znajduje się schronisko dla nieletnich w trakcie postępowania karnego, lub oczekujących na przeniesienie do zakładu poprawczego.